# Goniothalamus rostellatus
Goniothalamus rostellatus este o specie de plante din genul Goniothalamus, familia Annonaceae, descrisă de Mat-salleh. Conform Catalogue of Life specia Goniothalamus rostellatus nu are subspecii cunoscute.